# De Tabernakel (Rijssen)

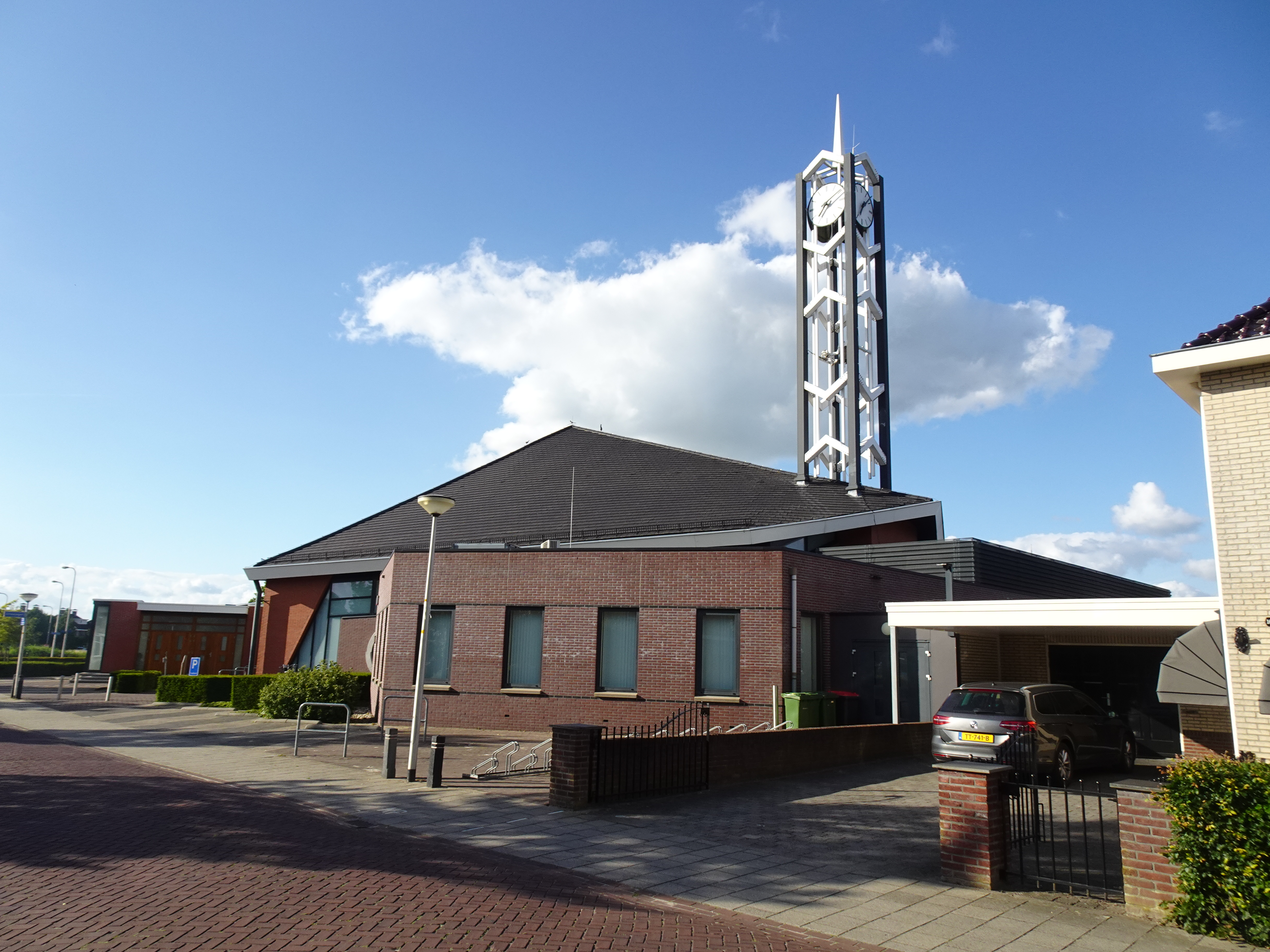
Kerkgebouw De Tabernakel

De Tabernakel is een kerkgebouw van de Gereformeerde Gemeenten in de tot de Overijsselse gemeente Rijssen-Holten behorende plaats Rijssen, gelegen aan de Veeneslagen 107.

## Geschiedenis
De Gereformeerde Gemeenten beschikten reeds over de Noorderkerk en de Zuiderkerk. Toen de nieuwe woonwijk Veeneslagen werd aangelegd, verrees daarin een derde kerkgebouw. Reden daartoe was dat de Zuiderkerk elke zondag overvol was, en bovendien zou de wijk Veeneslagen nog aanzienlijk worden uitgebreid.
De kerk werd in 2002 gebouwd naar ontwerp van Wilbert Steppenwoolde en in 2003 in gebruik genomen. In 2012 werd het kerkgebouw nog uitgebreid.

## Gebouw
De oorspronkelijke kerk bevatte 900 zitplaatsen, waar door de uitbreiding nog 190 zitplaatsen bij kwamen. De zaalkerk, uitgevoerd in de stijl van het naoorlogs modernisme, heeft een monumentale ingangspartij met drie naast elkaar gelegen brede deuren. Er is een schildvormig dak op het veelhoekige gebouw en een open klokkentoren die achter op de kerk is geplaatst.
Het monumentale orgel is van 1866 en werd gebouwd door Euler voor de Evangelisch-Lutherse Sint-Andreaskerk te Seesen. Het werd gerestaureerd door de firma Boogaard, in een nieuwe orgelkast geplaatst, en in 2003 in De Tabernakel in gebruik genomen.